# آ پارادانتا
آ پارادانتا (به اسپانیایی: A Paradanta) در اسپانیا است که در گالیسیا واقع شده‌است.